# ویلیام شایرر
ویلیام لارنس شایرر(به انگلیسی: William L. Shirer)
(۱۹۰۴–۱۹۹۳) روزنامه‌نگار، خبرنگار جنگ و مورخ آمریکایی بود. او مؤلف کتاب معروف ظهور و سقوط رایش سوم است که بیش از پنجاه سال مورد مطالعه همگان و موردو رجوع پژوهشگران تاریخ آلمان نازی بوده‌است. او خبرنگار شیکاگو تریبون بود.